# Promachus carpenteri
Promachus carpenteri là một loài ruồi trong họ Asilidae. Promachus carpenteri được Hobby miêu tả năm 1936. Loài này phân bố ở vùng nhiệt đới châu Phi.